# Herrarnas skiathlon vid världsmästerskapen i nordisk skidsport 2021
Herrarnas skiathlon vid världsmästerskapen i nordisk skidsport 2021 arrangerades den 27 februari 2021 i Oberstdorf i Tyskland. Det var den fjärde tävlingen i längdåkning som avgjordes under mästerskapet, den andra för herrar. 76 utövare från 31 länder deltog.
I skiathlon (även kallad dubbeljakt) åker de tävlande första halvan av loppet i klassisk stil varefter de byter utrustning och teknik till fristil. Tävlingens distans var sammanlagt 30 km, varav 15 km kördes i klassisk stil och 15 km i fristil.
Världsmästare blev Aleksandr Bolsjunov från det ryska laget RSF. Han vann därmed sitt första individuella guld i ett världsmästerskap och sin femte VM-medalj i karriären. Silvermedaljör blev Simen Hegstad Krüger från Norge, regerande olympisk mästare i disciplinen, som därmed tog sin första världsmästerskapsmedalj i karriären. Hans Christer Holund från Norge tog brons och med det sin andra raka VM-medalj i skiathlon.
Regerande världsmästare från 2019 var Holund, medan Bolsjunov var regerande silvermedaljör och Martin Johnsrud Sundby från Norge var regerande bronsmedaljör. Sundby deltog inte i loppet.

## Resultat
Tävlingen är planerad att starta kl. 13:30 lokal tid (UTC+1).
| Pl | Nr | Namn                    | Nation              | Tid       | Diff.   |
| -- | -- | ----------------------- | ------------------- | --------- | ------- |
| 1  | 1  | Aleksandr Bolsjunov     | Ryska skidförbundet | 1:11.33,9 | ±0      |
| 2  | 9  | Simen Hegstad Krüger    | Norge               | 1:11.35,0 | +1,1    |
| 3  | 10 | Hans Christer Holund    | Norge               | 1:11.35,6 | +1,7    |
| 4  | 12 | Johannes Høsflot Klæbo  | Norge               | 1:11.55,4 | +21,5   |
| 5  | 5  | Emil Iversen            | Norge               | 1:11.56,0 | +22,1   |
| 6  | 4  | Sjur Røthe              | Norge               | 1:12.21,2 | +47,3   |
| 7  | 8  | Andrew Musgrave         | Storbritannien      | 1:13.07,2 | +1.33,3 |
| 8  | 2  | Ivan Jakimusjkin        | Ryska skidförbundet | 1:13.34,2 | +2.00,3 |
| 9  | 18 | William Poromaa         | Sverige             | 1:13.34,3 | +2.00,4 |
| 10 | 6  | Dario Cologna           | Schweiz             | 1:13.34,7 | +2.00,8 |
| 11 | 19 | Jens Burman             | Sverige             | 1:13.35,8 | +2.01,9 |
| 12 | 14 | Clément Parisse         | Frankrike           | 1:13.36,2 | +2.02,3 |
| 13 | 15 | Iivo Niskanen           | Finland             | 1:13.37,1 | +2.03,2 |
| 14 | 38 | Scott Patterson         | USA                 | 1:13.37,2 | +2.03,3 |
| 15 | 27 | Jason Rüesch            | Schweiz             | 1:13.38,0 | +2.04,1 |
| 16 | 36 | Jules Lapierre          | Frankrike           | 1:13.38,2 | +2.04,3 |
| 17 | 52 | David Norris            | USA                 | 1:13.53,7 | +2.19,8 |
| 18 | 7  | Aleksej Tjervotkin      | Ryska skidförbundet | 1:14.23,4 | +2.49,5 |
| 19 | 35 | Imanol Rojo             | Spanien             | 1:14.23,5 | +2.49,6 |
| 20 | 22 | Jonas Baumann           | Tyskland            | 1:15.04,9 | +3.31,0 |
| 21 | 21 | Ireneu Esteve Altimiras | Andorra             | 1:15.10,0 | +3.36,1 |
| 22 | 29 | Stefano Gardener        | Italien             | 1:15.34,8 | +4.00,9 |
| 23 | 3  | Jevgenij Belov          | Ryska skidförbundet | 1:15.35,1 | +4.01,2 |
| 24 | 26 | Giandomenico Salvadori  | Italien             | 1:15.35,3 | +4.01,4 |
| 25 | 25 | Naoto Baba              | Japan               | 1:15.35,4 | +4.01,5 |
| 26 | 46 | Adam Fellner            | Tjeckien            | 1:15.35,5 | +4.01,6 |
| 27 | 42 | Antoine Cyr             | Kanada              | 1:15.35,8 | +4.01,9 |
| 28 | 23 | Jean Marc Gaillard      | Frankrike           | 1:15.39,5 | +4.05,6 |
| 29 | 16 | Lucas Bögl              | Tyskland            | 1:15.44,1 | +4.10,2 |
| 30 | 39 | Candide Pralong         | Schweiz             | 1:15.44,4 | +4.10,5 |
| 31 | 41 | Hunter Wonders          | USA                 | 1:15.59,6 | +4.25,7 |
| 32 | 30 | Thomas Maloney Westgård | Irland              | 1:16.08,3 | +4.34,4 |
| 33 | 34 | Simone Dapra            | Italien             | 1:16.28,8 | +4.54,9 |
| 34 | 33 | Markus Vuorela          | Finland             | 1:16.29,5 | +4.55,6 |
| 35 | 55 | Keishin Yoshida         | Japan               | 1:16.29,6 | +4.55,7 |
| 36 | 17 | Jonas Dobler            | Tyskland            | 1:16.34,0 | +5.00,1 |
| 37 | 45 | Petr Knop               | Tjeckien            | 1:16.34,2 | +5.00,3 |
| 38 | 28 | Friedrich Moch          | Tyskland            | 1:16.34,5 | +5.00,6 |
| 39 | 57 | Rémi Drolet             | Kanada              | 1:16.36,3 | +5.02,4 |
| 40 | 24 | Björn Sandström         | Sverige             | 1:16.37,2 | +5.03,3 |